# 米蘭反坦克飛彈
米蘭反坦克飛彈（法語：Missile d'infanterie léger antichar; "英語："）是與HOT式反坦克飛彈同時研製的反坦克飛彈，同樣由德法兩國於1963年開始共同研製至1974年裝備部隊，不同於HOT式作為重型反坦克飛彈，米蘭作為輕型反坦克飛彈由步兵使用，射程約為HOT式的一半即2公里，米蘭也是有線導引，步兵要連續瞄準目標直至命中為止，其彈頭採用高爆反坦克彈，可炸穿650毫米厚鋼裝甲。
米蘭反坦克飛彈曾參加1982年的英阿福克蘭群島戰爭，英軍的米蘭飛彈用來摧毀阿根廷軍的地下碉堡，法軍的米蘭也曾加1991年的海灣戰爭。
米蘭反坦克飛彈也作為法德兩國步兵戰車的反坦克飛彈。

## 基本資料

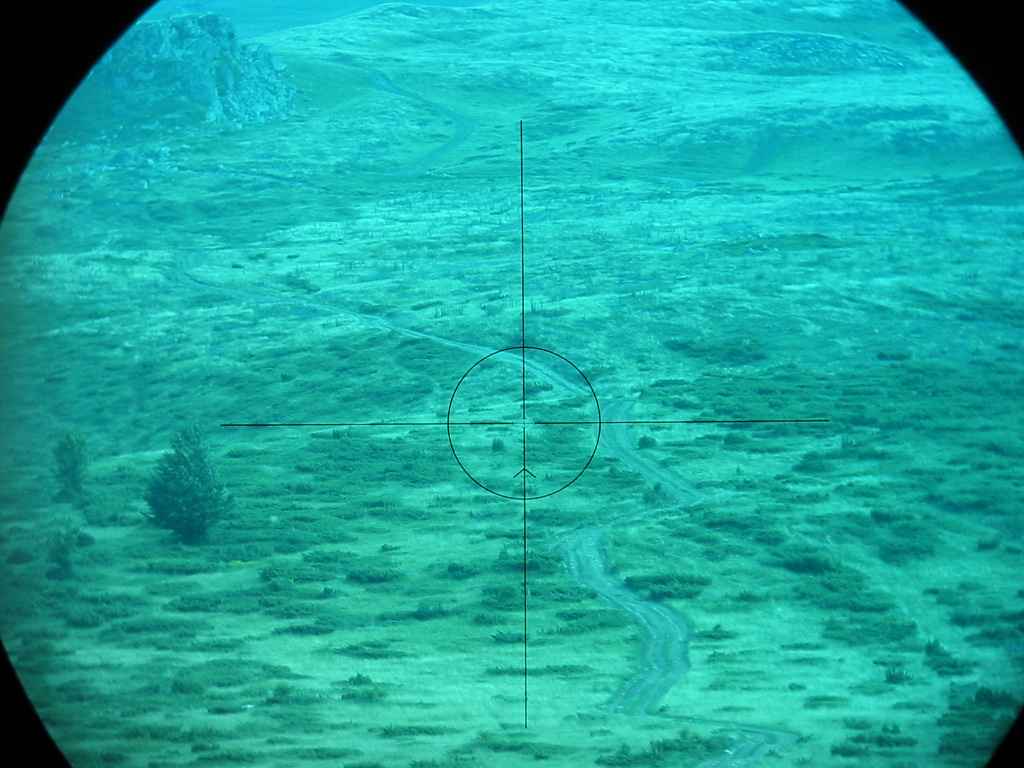
米蘭反坦克飛彈的瞄準畫面

- 彈重：7.1公斤
- 炸藥量：2.7公斤
- 彈長：1.2米
- 口徑：0.115米
- 最遠有效射程：2000米
- 最短射程：25米
- 速度：200米/秒
- 穿甲威力：650毫米

## 衍生型號
- 米兰1型：单一，主形装药战斗部（1972年），口径为103毫米
- 米兰2型：单一，主形装药战斗部，带有用于增加穿透力的对位探针（1984年），穿透力几乎提高了一倍，口径为115毫米
- 米蘭2T型：单一的主形装药，在对峙探针末端带有较小形的装药战斗部，以击退反应装甲（1993年）
- 米兰3型：纵排，异型装药战斗部（1996）和电子信标
- 米兰ER型：扩展范围（3,000 m）和更高的穿透力

后来的米兰型号具有串联的破甲弹 （HEAT）。这样做是为了跟上苏联装甲技术的发展步伐-苏联坦克开始出现具有爆炸性的反应装甲，这可能会击败早期的反坦克导弹。较小的前体破甲弹（HEAT）穿透并引爆，为主破甲弹（HEAT）穿透后面的装甲铺平了道路。

## 使用國家

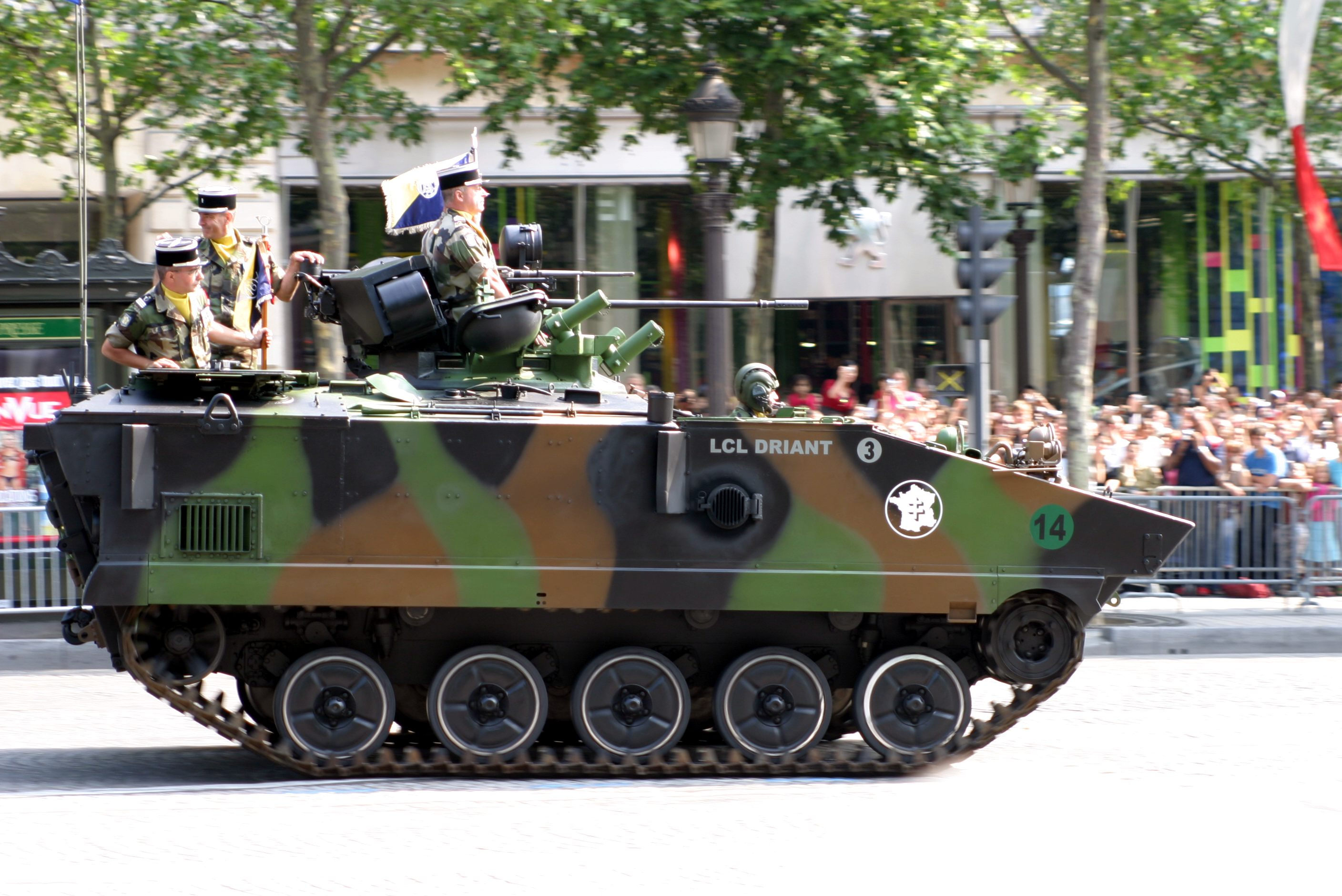
法軍AMX-10P步兵戰車的反坦克武器是米蘭飛彈

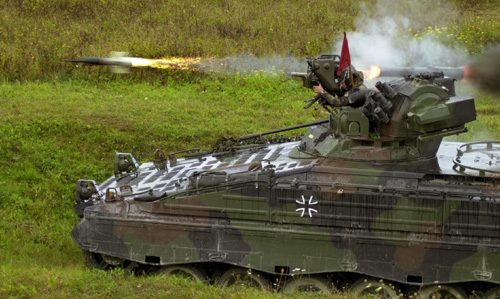
正在發射米蘭飛彈的德軍貂鼠式步兵戰車

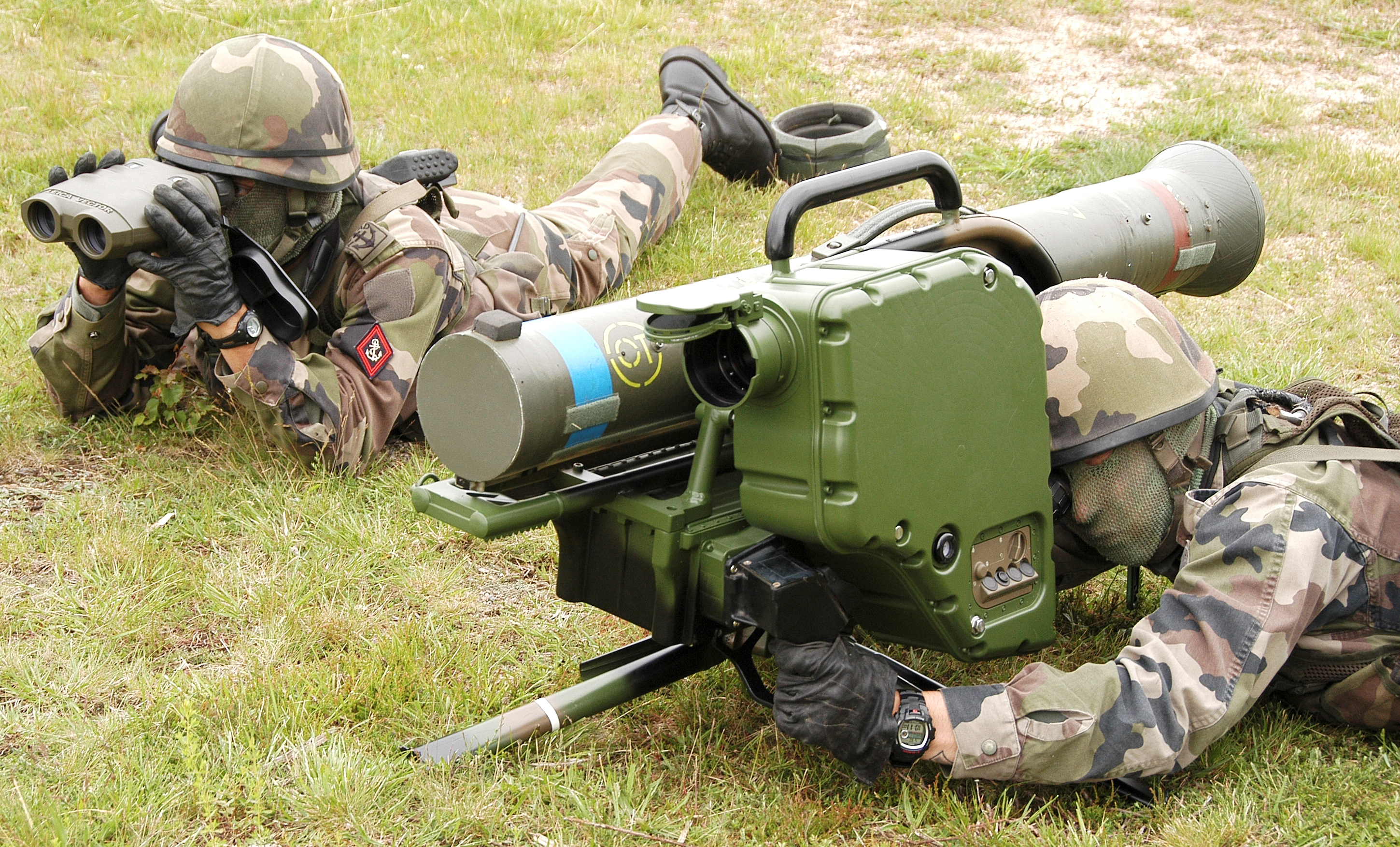
正在操作米蘭反坦克飛彈的愛沙尼亞士兵

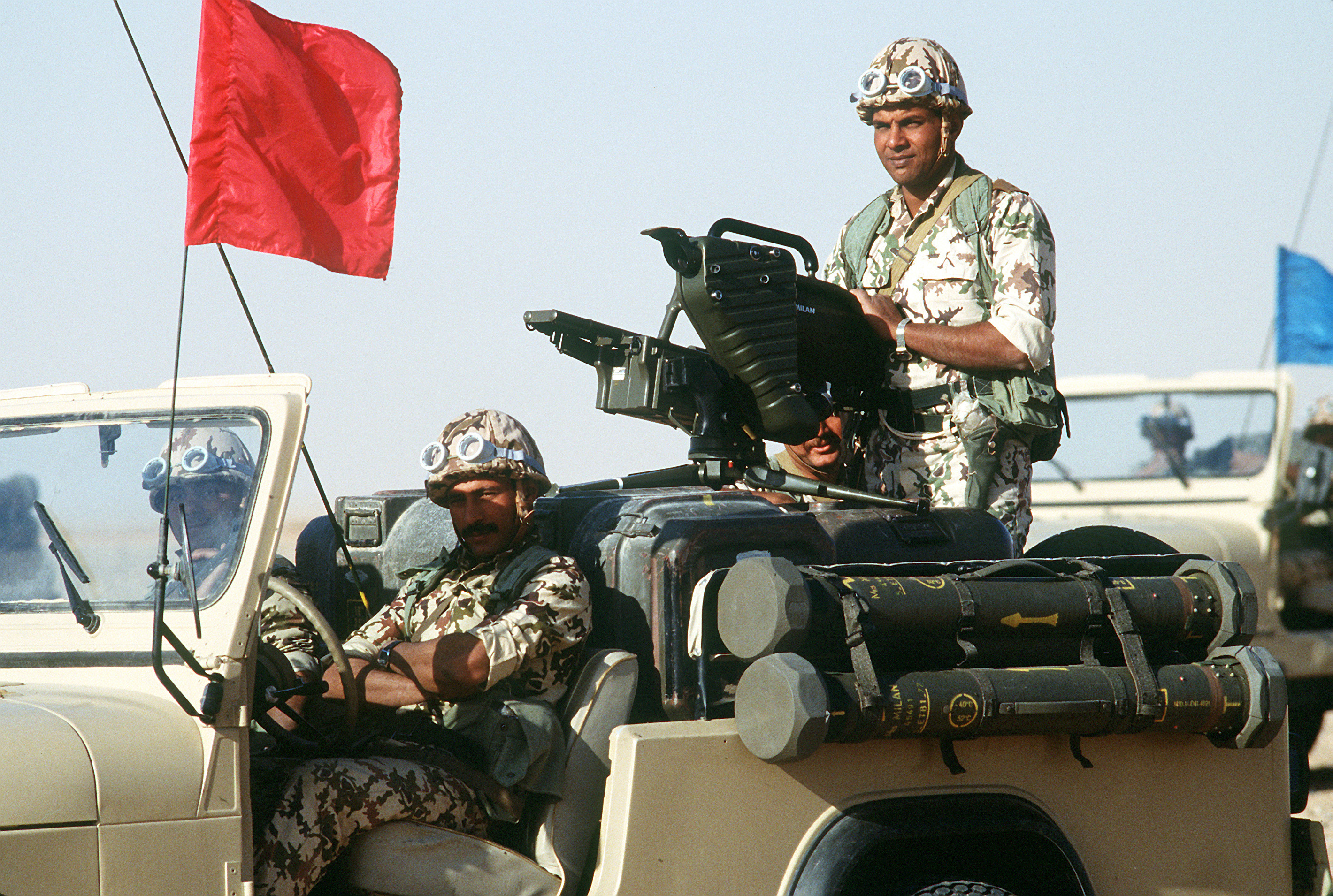
埃及軍的米蘭飛彈

- 法國
- 德国
- 阿尔及利亚
- 巴西
- 比利时
- 賽普勒斯
- 爱沙尼亚
- 埃及
- 希腊
- 叙利亚
- 印度
- 爱尔兰
- 伊朗
- 伊拉克
- 義大利
- 黎巴嫩
- 利比亞
- 墨西哥
- 摩洛哥
- 巴基斯坦
- 葡萄牙
- 新加坡
- 南非
- 西班牙
- 土耳其
- 乌克兰
- 英国
- 乌拉圭

## 外部連結
- 軍事小百科:“米蘭”型反坦克導彈[永久]